# Skala Z

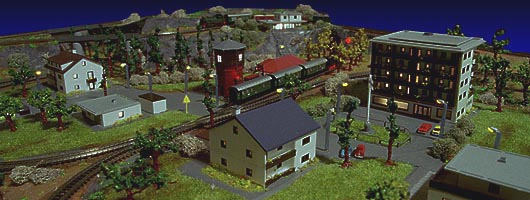
Makieta kolejowa w skali Z

Skala Z – nazwa skali stosowanej w modelarstwie kolejowym o podziałce 1:220 i rozstawie szyn 6,5 milimetrów.

## Historia
Firma Märklin zaprezentowała skalę Z w 1972 roku na Targach Zabawek w Norymberdze i rozpoczęła seryjną produkcję modeli kolejowych w tej skali, która była wtedy najmniejszą skalą w modelarstwie kolejowym. Modele kolejowe rozpowszechniły się w Niemczech Zachodnich z powodu niewielkiej powierzchni do budowania makiety kolejowej.

## Producenci
- Märklin – niemiecka firma, która opracowała Skalę Z. Oferta skupia się głównie na taborze europejskim.
- Micro-Trains Line (MTL)[1] – amerykańska firma, która zajmuje drugie miejsce na rynku jako główny producent taboru, budynków, torów i dodatków w Skali Z, skupiająca się głównie na taborze amerykańskim. Firma MTL jako jedyna w swoich modelach stosuje sprzęgi magnetyczne, które mogą być łączone i rozłączane magnetycznie, co pozwala na symulacje manewrów na stacji.
- Rokuhan[2] – japońska firma produkująca głównie modele japońskiego taboru.
- American Z Line (AZL)[3] – amerykańska firma zajmująca się produkcją bogatych w detale modeli taboru kolei północnoamerykańskiej. Posiada największy wybór modeli północnoamerykańskich kolei dostępnych na rynku.